# Полищук, Сергей Болеславович
Сергей Болеславович Полищук (укр. Сергій Боліславович Поліщук; 2 ноября 1974) — украинский футболист, вратарь.

## Игровая карьера
В чемпионате Украины (первая лига) выступал с 1993 года. Играл в командах «Химик» (Северодонецк), «Николаев», «Кривбасс-2» (Кривой Рог).
В 1999 году перешёл в «Прикарпатье» (Ивано-Франковск), где 7 марта 1999 года в матче с кировоградской «Звездой» (1:0) дебютировал в высшей лиге чемпионата Украины. Всего в высшей лиге провёл 32 матча.
Далее играл в командах «Полесье» (Житомир), «Арсенал» (Харьков), «Николаев», «Александрия». Завершил выступления в профессиональных командах в 2008 году. Последний клуб — «Коммунальник» (Луганск).
В 2010 году играл в команде ветеранов харьковского «Металлиста» в чемпионате города. В 2011 году стал игроком лисичанской любительской команды «Шахта им. Д. Ф. Мельникова». В 2013 году вместе с командой становился победителем первенства области среди команд 1 лиги.